# تياغو لونا
تياغو لونا (بالإسبانية: Thiago Luna)‏ هو لاعب كرة قدم أرجنتيني في مركز الوسط، ولد في 9 فبراير 1998 في مدينة لوس بولفورينيس في الأرجنتين. لعب مع Club Atlético Colegiales (Argentina) ‏.

## وصلات خارجية
- تياغو لونا على موقع قاعدة بيانات كرة القدم.إي يو (الإنجليزية)
- تياغو لونا على موقع Soccerway.com (الإنجليزية)